# Microsoft Windows Server 2003
Microsoft Windows Server 2003 ist ein Betriebssystem und wurde im Jahr 2003 von Microsoft als Nachfolger für die Windows-2000-Serverprodukte veröffentlicht. Die interne Versionsnummer bei Microsoft lautet NT 5.2. Im Vergleich zu Windows 2000 Server enthält es keine grundlegenden Neuheiten, sondern viele kleine Neuerungen im Detail. Besonders im Bereich der Sicherheit wurden viele Verbesserungen vorgenommen, vor allem bei einigen besonders kritisierten Standardeinstellungen. Zum Beispiel werden spezielle Anwendungen wie der Internet Information Server nicht mehr standardmäßig installiert, so dass sich ein besser auf die Aufgabe bezogenes System aufbauen lässt.

## Geschichte
Windows Server 2003 war ursprünglich unter der Bezeichnung Windows 2002 geplant. Später wurde das Produkt in .NET Server umbenannt, um eine Verbindung zu .NET herzustellen. Man wandte sich jedoch später vom Vorhaben ab und nannte das Produkt schließlich in Windows Server 2003 um.
Da Windows Server 2003 die erste 64 Bit Version von Windows werden sollte, aber noch keine Intel Itanium Prozessoren zur Verfügung standen, eine Itanium Emulation in Software zu langsam war und die AMD64 Architektur noch gar nicht erfunden war, entschied man sich bei Microsoft die 64 Bit Version von Windows zuerst auf Alpha AXP zu entwickeln. Diese 64 Bit Version für den Alpha AXP wurde nur intern bei Microsoft verwendet.

## Eigenschaften
Das System unterstützt u. a.:
- HTTP-Server
- SMTP-Server
- POP3-Server
- DNS-Server
- DHCP-Server
- Active Directory
- Dateiserver mit Quota-Management, File-Screening, Reporting, DFS-Management, SAN-Management
- Cluster mit SAN-Anbindung oder sogar als Virtual Cluster mit lokalem Quorum (ab Enterprise-Edition)
- Application-Server
- Web-Server (Internet Information Server)
- Druck-Server
- Application-Server Zusatzedition

## Varianten
- Web Edition: unterstützt Single(1)- oder Dual(2)-Prozessor-Systeme und bis zu 2 GB RAM

Speziell für die Verwendung als Webserver vorgesehen. Nur für ausgewählte Partner und nicht im Einzelhandel erhältlich. Keine Unterstützung für Active Directory Verwaltung.
- 32-Bit Standard Edition: unterstützt Single(1)- bis Quad(4)-Prozessor-Systeme und bis zu 4 GB RAM

Für kleine Organisationen und Abteilungen.
- 32-Bit Enterprise Edition: unterstützt Single(1)- bis Oct(8)-Prozessor-Systeme und bis zu 32 GB RAM (mittels PAE)

Für mittelständische bis große Unternehmen, erhöhte Verfügbarkeit und Skalierbarkeit.
- 32-Bit Datacenter Edition: unterstützt Single(1)- bis 32-Prozessor-Systeme und bis zu 64 GB RAM (mittels PAE)

Steht für maximale Leistung, für Unternehmen, die ein Höchstmaß an Skalierbarkeit, Verfügbarkeit und Zuverlässigkeit benötigen. Nur als OEM angeboten (im Rahmen des „Windows Datacenter Programm“) Der Hauptunterschied zur Enterprise Edition ist die Unterstützung von leistungsstärkerer Hardware.
- Appliance Edition (eingeschränkte Standard- oder Enterprise-Edition für sogenannte Specialized Servers)
- Windows Storage Server 2003 für Network Attached Storage

Speziell für Systeme mit x64-Prozessoren (AMDs Opteron, Athlon 64 und Turion 64 mit AMD64; Intels Pentium 4, Core 2 und Xeon mit Intel 64) gibt es folgende Varianten:
- Windows Server 2003 Standard x64 Edition: unterstützt Single(1)- bis Quad(4)-Prozessor-Systeme und bis zu 32 GB RAM
- Windows Server 2003 Enterprise x64 Edition: unterstützt Single(1)- bis Oct(8)-Prozessor-Systeme und bis zu 1 TB RAM
- Windows Server 2003 Datacenter x64 Edition: unterstützt Oct(8)- bis 64-Prozessor-Systeme und bis zu 1 TB RAM
- Windows Compute Cluster Server 2003: unterstützt pro Knoten/Server Single(1)- bis Quad(4)-Prozessor-Systeme und bis zu 32 GB RAM – bildet einen High-Performance-Computing-Cluster aus mehreren Servern

Speziell für Systeme mit Intel-Itanium-Prozessoren gibt es ebenfalls 64-Bit-Varianten (Enterprise- und Datacenter-Edition) für die Itanium-Architektur „IA-64“, welche dieselbe Hardwareunterstützung wie die x64-Editionen aufweisen.
Außerdem gibt es speziell für kleine Betriebe die Varianten:
- Windows Small Business Server 2003 Standard Edition
- Windows Small Business Server 2003 Premium Edition
- Windows Home Server

Siehe auch:

## Neuheiten in Windows Server 2003
- Unterstützung von 64-Bit-Prozessoren
- Internet Information Services 6.0 (komplett neu geschriebener HTTP-Server)
- Verbesserter Domain Name System (DNS)-Server
- Mehr Möglichkeiten für die Administration von der Befehlszeile
- Änderungen bei den Active-Directory-Services (transitive Vertrauensstellungen zwischen Gesamtstrukturen)
- Application-Directories, spezielle Partition im Active Directory
- Volume Shadow Copy Service ermöglichen z. B. schnelle Snapshots zu Backupzwecken sowie eine Versionierung von Dateien, die Benutzer können dadurch einfach frühere Versionen von Dateien wiederherstellen.
- Möglichkeit, Domänencontroller und sogar ganze Domänen umzubenennen.
- Domänen können im Forest verschoben werden (nur im Win2003-Modus der AD).
- Seit dem Service Pack 1 ist eine SSL-Verschlüsselung für RDP-Verbindungen möglich.
- SharePoint Services

## Service Pack 1
Das am 30. März 2005 veröffentlichte Service Pack 1 für Windows Server 2003 verbessert leicht die Performance, die Zuverlässigkeit und Sicherheit des Betriebssystems. Zu den Verbesserungen gehören vielfach die gleichen Updates wie die des Service Pack 2 für Windows XP-Nutzer. Folgende Funktionen wurden mit dem Service Pack 1 hinzugefügt:
- Security Configuration Wizard: Ein Werkzeug, das es Administratoren ermöglicht leichter Änderungen und Recherchen an den Sicherheitsrichtlinien vorzunehmen.
- Hot Patching: diese Funktion erweitert Windows Server 2003 mit der Möglichkeit, DLL, Treiber und Nicht-Kernel-Patches ohne einen Neustart wirksam werden zu lassen.
- IIS 6.0 Metabase Auditing: Ermöglichen die Verfolgung von Metabasis-Bearbeitungen.
- Windows-Firewall: bringt viele der Verbesserungen von Windows XP Service Pack 2 für Windows Server 2003, auch mit dem Security Configuration Wizard (SCW), können IT-Administratoren leichter die eingehenden offenen Ports verwalten, es können Standard-Rollen zugewiesen als auch automatisch erkannt werden
- Zur Verbesserungen von Vernetzung gehören die Unterstützung für Wireless Provisioning Services, bessere IPv6-Unterstützung und neue Schutzmechanismen gegen SYN-Flood-Attacken TCP.
- Post-Setup Security Updates: ein Standard-Modus, der aktiviert wird, nach dem Booten der Server-Service-Pack-1-Installation. Es konfiguriert die Firewall, alle eingehenden Verbindungen zu blockieren, und leitet den Benutzer an, Updates zu installieren.
- Data Execution Prevention (DEP): Unterstützung für das No Execute (NX)-Bit, das Buffer Overflow Exploits zu verhindern hilft, eine der häufigsten Angriffsmethoden gegen Windows Server.
- Windows Media Player Version 10
- Internet Explorer 6 SV1 (z. B. IE6 SP2)
- Unterstützung der Datenverwaltung für Festplatten mit Hilfe des GUID-Partition-Table-Systems

Eine vollständige Liste der Updates findet man im Microsoft Knowledge Base.

## Windows Server 2003 R2
Die Version Release 2 erschien am 6. Dezember 2005 und ist eine aktualisierte Fassung des Server 2003 (SP1) mit Erweiterungspaketen für alle Versionen (mit einer Einschränkung der Itanium-Unterstützung für die Enterprise Edition).
Offizielle Liste der Veränderungen im R2:
- Identitäts- und Zugriffsverwaltung
- Verwaltung von Zweigstellenservern
- Speicher-Setup und -verwaltung
- Anwendungsentwicklung innerhalb und außerhalb der traditionellen Grenzen der Organisation

Für eine detaillierte Aufstellung der Neuerungen hat Microsoft eine Produktseite für Windows Server 2003 R2 eingerichtet.

## Service Pack 2
Das Service Pack 2 für Microsoft Windows Server 2003 ist am 12. März 2007 erschienen. Die Sicherheit und Stabilität wurden verbessert und neue Funktionen sowie Aktualisierungen für vorhandene Komponenten hinzugefügt.

### Unterstützte Versionen
Das Service Pack 2 kann auf folgenden Betriebssystemen installiert werden:
- Windows Server 2003 All Editions (32-bit x86)
- Windows Server 2003 Itanium-based Editions
- Windows Server 2003 x64 Editions
- Windows Server 2003 R2 Editions
- Windows Server 2003 Storage Server R2 Edition
- Windows Server 2003 Computer Cluster Edition
- Windows Server 2003 for Small Business Servers R2 Edition
- Windows XP Professional x64 Edition

### Liste ausgewählter Updates
Außerdem werden noch einige neue Funktionen bereitgestellt (siehe auch „Die Liste der Updates in Windows Server 2003 Service Pack 2“):
- Die Remote Installation Services (RIS) werden durch die Windows Deployment Services (WDS) ersetzt.
- Windows Vista Clients können durch WDS installiert werden.
- Der Management Console 3 können Snap-Ins flexibler hinzugefügt werden.
- Höhere Leistung für den SQL-Server.
- Höhere Leistung für den Betrieb des Servers unter Microsofts Virtualisierungslösung Windows Virtualization.

## Windows Storage Server 2003
Der Windows Storage Server 2003 (WSS2003) ist eine Version für Network Attached Storage. Diese Version besitzt eine eingeschränkte Funktionalität, ist aber preiswerter. Einsatzgebiete sind SQL-Server, Fileserver oder Mail- und Exchange-Server. Seit 2006 ist er nur noch in der R2-Variante verfügbar. Der Server wird auf Hardware vorinstalliert geliefert und kann per Webschnittstelle verwaltet werden.